# Orthogenysuchus
Orthogenysuchus — вимерлий рід кайманових алігаторидів. Скам'янілості були знайдені в пластах Васатч формації Вілвуд у Вайомінгу, що відклалися в ранньому еоцені. Типовим видом є O. olseni. Голотип, відомий як AMNH 5178, є єдиним відомим зразком, що належить до роду, і складається з черепа без нижньої щелепи. Корпус головного мозку заповнений матриксом, і більшість ліній швів між кістками нерозрізнені, що ускладнює порівняння з іншим матеріалом євсухії.

## Палеобіологія
Orthogenysuchus є представником різноманітної васатчійської фауни, яка зустрічалася в ранньому еоцені в Північній Америці. Ці фауни також характеризуються появою або диверсифікацією багатьох хелонів, таких як емідиди та тестудініди, а також поява ріневрових амфісбенів. Це відбулося після великої фауністичної зміни на кордоні кларкфоркського і васатського періодів, що призвело до регіонального зникнення шампзозаврів і вимирання алігаторін Ceratosuchus.
Присутність Orthogenysuchus у Північній Америці під час еоцену свідчить про те, що розселення кайманів на континент з Південної Америки відбулося після первинного поширення ранніх алігаторів і кайманів у Південній Америці, яке відбулося на межі крейди та палеогену (межі крейди та третини).

## Філогенетика
У 1999 році Orthogenysuchus був поміщений в нову кладу, що містить міоценових кайманінів Purussaurus і Mourasuchus. Orthogenysuchus передує цим родам приблизно на 30 мільйонів років, що свідчить про те, що вони обидва мали значні родоводи від привидів. Крім того, дослідження 1999 року запропонувало кладу, що містить лише Orthogenysuchus і Mourasuchus. Однак клада базується насамперед на неоднозначних ознаках через погану збереженість голотипу Orthogenysuchus, тому ще не була офіційно описана. Усі однозначні синапоморфії базуються на носовій частині черепа, де легко розрізнити окремі кістки. У Orthogenysuchus і Mourasuchus характерна довга широка морда, надзвичайно широкі зовнішні ніздрі, що складаються з носового отвору та спинної ямки, а також безліч дрібних верхньощелепних альвеол.